# 関口製造所
関口製造所（せきぐちせいぞうしょ）は、江戸幕府が幕末に設置した兵器製造工場である。「関口大砲製造所」とも呼称された。明治政府に官収され、その設備は東京砲兵工廠へ引き継がれた。本項では、「湯島大小砲鋳立場」に始まる江戸幕府の洋式兵器製造の歴史を含めて記述する。

## 沿革

### 前史
江戸幕府は黒船来航により、急遽江戸湾防備の対策に取り組み、嘉永6年（1853年）8月下旬から品川台場の建設を開始した。そこに設置する大砲を製造するため、湯島（現在の東京医科歯科大学所在地）に幕府直営の「湯島馬場大筒鋳立場」が設けられた。安政2年（1855年）の組織改革により小銃製造も行われ「湯島大小砲鋳立場」と改称した。江川英龍の指導で鉄砲鍛冶が大砲の鋳造を行っていたが、従来からの製法による青銅砲であったため品質が低く、そのため欧州の先進技術を導入した新工場が計画された。

### 関口製造所
文久2年（1862年）2月、関口水道町で新工場の建設が開始され、12月には小栗忠順が銃砲製造の責任者に任ぜられると、製造所頭取には武田斐三郎が任命され、同時に友平栄などを製造技術者として登用した。この場所が選ばれたのは、砲身に咆腔を錐であける錐鑚機の動力として水車を用いるため、水利の便が良かったからである。その外の設備として鋳造所が建設され、咆腔に螺旋状の溝を切る施条機などの機械類はオランダ、フランスから輸入された。文久3年（1863年）に操業を開始し、元治元年（1864年）には小栗より幕府大砲製造事業の合理化が図られ、湯島大小砲鋳立場を廃止して関口製造所に統合された。

### 滝野川反射炉
関口製造所で製造された大砲は青銅製であったが、当時の欧州では鉄製大砲の時代を迎えていた。そのため、元治元年（1864年）、関口に反射炉を建設することが計画されたが、低湿地のため反射炉を置くには不適であった。他に適地を求めたところ滝野川村（現在の酒類総合研究所東京事務所所在地）に建設を決定し、武田斐三郎が責任者となり工事が進められた。耐火煉瓦は伊豆梨本から運び、器材は韮山反射炉で使用していたものを移転させ、慶応2年（1866年）には完成した。

### 明治政府時代
明治元年（1868年）、新政府は関口製造所、滝野川反射炉を接収し軍務官の管轄下に置き、兵器の製造修理を行った。1870年3月3日（明治3年 2月2日）、兵部省に造兵司が新設され関口製造所と滝野川反射炉を管轄とし、同年10月（旧暦）、一部の設備を吹上上覧所跡に移転した。1871年、造兵司は関口製造所・滝野川反射炉の設備を元に、近代兵器生産の拠点工場として東京工場を小石川の旧水戸藩邸跡（元後楽園遊園地）に建設し、火工所（小銃実包の製造）が操業、翌年には銃工所（小銃改造・修理）、大砲修理所の作業が開始された。これが東京砲兵工廠の始まりとなった。

## 製造兵器
- 二四斤砲
- 四斤山砲（仏式4ポンド施条砲）
- 仏式四斤半施条カノン砲
- 仏式ナポレオン12cm（12ポンド）施条砲 - 12ポンドナポレオン砲のライフル砲仕様。
- 蘭式30ポンド施条砲
- 千代田形備砲
  - 三十斤長カノン砲
  - ボートホイッスル筒（榴弾砲）
- スプリングフィールドM1855[2]